# エティエンヌ・ロジェ

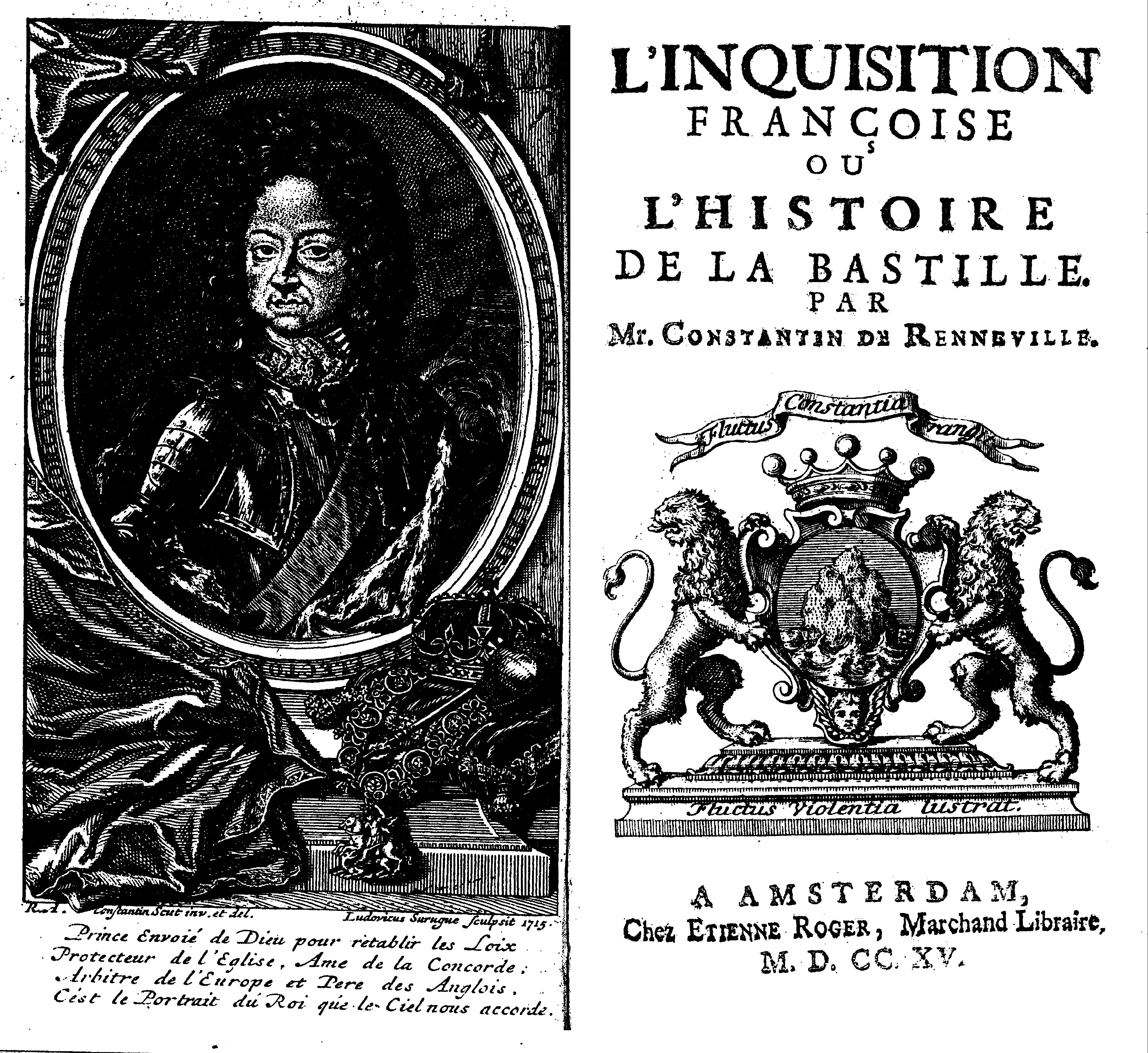
1715年にロジェ社から出版された書籍、コンスタンティン・ド・レンヌヴィル(Constantin de Renneville)の『フランスの異端審問またはバスティーユの話』の表紙。

ロジェ社の販売所があったアムステルダムのカルヴァー通り

エティエンヌ・ロジェ (Estienne Roger、1664-65年、フランス、カーン– 1722年7月7日、オランダ、アムステルダム）は、フランスで生まれオランダに亡命したユグノー教徒。アムステルダムで楽譜および書籍の印刷、出版と販売事業を営んでいた。 

## 概説
エティエンヌ・ロジェは1664年にフランス、ノルマンディーのカーンのプロテスタント（ユグノー）の家系に生まれた。1685年にフランス国王ルイ14世のフォンテーヌブローの勅令よってナントの勅令が撤回され、フランス国外に一族が亡命した。フランスの亡命ユグノーに対しては同じプロテスタントのイングランド、スイス、オランダが支援を行っており、父はノルマンディーと地理的に近いロンドンへ赴いたが、ロジェはオランダへ渡ることを選んだ。ロジェがオランダへ向かったのは、外国人への参入障壁が高かったロンドンと異なり、オランダは亡命者（ユグノー以外に、カトリックのヤンセン派、イングランドのピューリタン、スペインの改宗ユダヤ人（セファルディウム）、ポーランドのソッツィーニ派など）に対し自国民と同等の権利を与えていたため、新規事業の立ち上げが容易であったことが理由と考えられる。
その後1686年2月3日にアムステルダムのプロテスタントであるワロン派の教会の信徒となり、1891年に同じノルマンディーのバイユー出身の亡命ユグノーの娘、マリー・スザンヌ・ド・マナヴィル（Marie-Suzanne de Magneville 1670頃-1712）とワロン派教会で結婚した。1691年に、音楽家で1685年から出版業を営んでいたアントワーヌ・ポワンテル（Antoine Pointel 1660-1706）の下で1694年まで見習いとして勤める。その後別の出版業者ジャン＝ルイ・ド・ロルム（Jean-Louis de Lorme ca.1655- ?）の下でも見習いを勤め、1695年10月24日に出版業者の共同組合（ギルド）の組合員の資格を得る。1696年12月までドルムと共同で出版事業を営んだロジェは1697年には独立して出版業を営み始める。
ロジェの出版事業は当初亡命ユグノーを主な顧客としたフランス語の書籍の出版が主であり、1696年の最初のカタログでは楽譜11に対し書籍が21で、発行した楽譜もイタリアの出版社ジュゼッペ・サーラやアントニオ・ボルトリの海賊版が主であった。しかしオランダの印刷技術はイタリアの移動タイプ式に対して誤植のリスクが低く再版の容易な彫版印刷であり、亡命ユグノーの書籍販売ネットワークによって、北ドイツからイングランド、イタリアにまで渡る広範な販売経路を保持していた、またロジェは各国に代理人を抱え、オランダやイアギリスの新聞に積極的に広告を掲載して宣伝に努めた。コレッリの作品5『ヴァイオリン・ソナタ集』の再販を巡ってジョン・ウォルシュと激しい広告合戦を行った1700年にはカタログの楽譜の数が100を超え、1711年にはヴィヴァルディの作品3『調和の霊感』の初版を出版し、1714年にはコレッリの作品6『コンチェルト・グロッソ集』の初版出版権を勝ち取って出版した。1716年の最後のカタログでは楽譜の数が585に達し、ロジェの会社はロンドンのウオルシュ、パリのル・クレールと並ぶヨーロッパの楽譜出版の主流となった。1710年代からはヴィヴァルディのほか、アルビノーニ、タルティーニといったバロック期の著名なイタリアの作曲家がロジェ社から曲集の初版を出版するようになり、ソミス、ヘンデルといったイタリア以外の作曲家の再販も行うようになった。

## ジャンヌ・ロジェ
ジャンヌ・ロジェ（Jeanne Rojer 1701-1722）はエティエンヌの次女で、長女フランソワーズ（ Françoise 1694-1723）が父と同じ亡命ユグノー出身の出版業者、ミシェル＝シャルル・ル・セーヌと結婚した1716年から、エティエンヌの後継として出版事業の責任者となっていた。ル・セーヌの父シャルル・ル・セーヌは高名なプロテスタントの牧師・神学者であり、この結婚はユグノーのネットワークを発展させるために有益なものと考えられるが、エティエンヌが後継者にジャンヌを選んだのはエティエンヌとル・セールの間に、なにがしかの確執があったものと推測される。エティエンヌが死去するまでは会社の責任者はエティエンヌのままであったが、エティエンヌが1722年に死去すると、ジャンヌも程無くして死去した。ジャンヌはおそらく父親の意向を汲んで、遺産管理を母方の叔父に依頼し、出版事業を姉夫婦ではなく従業員のジェリット・ドリンクマン（Gerrit Drinkman）に譲り渡した。しかしドリンクマンも間もなく死去し、ル・セーヌが遺産相続権を勝ち取ると、ドリンクマンの未亡人はロジェ社の事業の相続権をル・セーヌに売却した。1723年にはフランソワーズもこの世を去り、ロジェ社の事業はすべてル・セーヌのものとなった。